# 德波維爾 (紐約州)
德波維爾（英語：Depauville）是位於美國紐約州傑佛遜縣的普查規定居民點。

## 人口
根據2020年美國人口普查的數據，德波維爾的面積為25.44平方千米，皆為陸地。當地共有人口488人，而人口密度為每平方千米19.18人。